# جوی کاتبیان
جوی کاتبیان (انگلیسی: Joey Katebian؛ زادهٔ ۹ نوامبر ۱۹۹۵ در ملبورن) بازیکن فوتبال در پست مهاجم ارمنی‌تبار لبنانی اهل استرالیا است.

## باشگاهی
از باشگاه‌هایی که در آن بازی کرده‌است می‌توان به باشگاه فوتبال ملبورن ویکتوری و باشگاه فوتبال بریزبن رور مسکو اشاره کرد.